# 温州商报
温州商报是溫州日報社主辦的一份報紙，的前身是温州市商业局主办的行业报食品导报。2000年8月，食品导报更名为温州商报，並於2000年9月1日創刊。2022年12月31日发行最后一期后停刊。